# Antoine de Biber
Antoine Gérôme Médard de Biber (Thionville, 9 augustus 1818 - Antwerpen, 18 juni 1873) was een Belgisch kolonel en edelman.

## Geschiedenis
In 1734 werd een Biber in de erfelijke adel erkend en werd hem vergunning verleend het partikel de voor zijn naam te plaatsen.

## Levensloop
De Biber was een zoon van Jean-Baptiste de Biber en van Anne Michel. Hij werd in België genaturaliseerd en was officier in het Belgisch leger, als kapitein bij de grenadiers en adjudant van de minister van Oorlog. Hij werd nadien kolonel-commandant van het Zevende Linieregiment.
Hij trouwde in 1843 in Brugge met Pauline Perlau (1818-1854) en in 1871 in Den Haag met Antoinette van Aarem (1845-1912). Uit het eerste huwelijk had hij twee zoons.
In 1856 verkreeg hij adelserkenning en in 1857 kreeg hij de baronstitel, overdraagbaar bij eerstgeboorte.

## Afstammelingen
- Edgard de Biber (1844-1931) trouwde in 1884 met Gasparine de Rochelée (1856-1930).
  - Paul de Biber (1885-1925) trouwde in 1911 met Louise Michotte de Welle (1884-1974).
    - Alfred de Biber (1914- ) trouwde in 1945 met Adeline de Fraipont (1921- ). Met afstammelingen tot heden.